# Yahoo!7
Yahoo!7は米Yahoo!と豪セブン・ネットワークの出資により運営されているポータルサイト。

## 概要
2006年2月に開設。それまではYahoo! Australia & NZだった。Yahoo!7はセブン・ネットワークのホームページも兼ねており、セブンで放送された番組を視聴できる。（オーストラリアのみ）